# グリムスタ
グリムスタ(ノルウェー語: Grimstad ノルウェー語発音: [ˈgrimsta]、 発音例)はノルウェーのアグデル県（2020年以前はアウスト・アグデル県）に属する自治体である。地理的にはノルウェーの南部、ソールラン地域となる。行政の中心はグリムスタ町。日本語文献のなかでは「グリムスタ」表記も「グリムスタッド」表記もみられるが、本項では発音記号を重視して「グリムスタ」と表記する。
多くの小島嶼を持つ海辺の自治体である。グリムスタには港や長い歩行者用商店街、市場、教会、若き日のヘンリック・イプセンに関する博物館などがある。イプセンはグリムスタの薬剤師ライマンに師事していたことがあった。イプセンがこの地で培った、地方の人々の日常や環境への深い洞察は彼の韻文詩タリエ・ヴィーゲン（en:Terje Vigen）によく表れている。タリエ・ヴィーゲンはスウェーデンの映画監督であるヴィクトル・シェストレムによって1917年に映画化されている。邦題は「波高き日」。

## 概説
グリムスタは自治体として1838年1月1日に誕生した。グリムスタという名称の由来は、ノルウェーがまだデンマーク王国に属していたころのGrømstadが誤まってGrimstadと使われるようになっていったことにある。

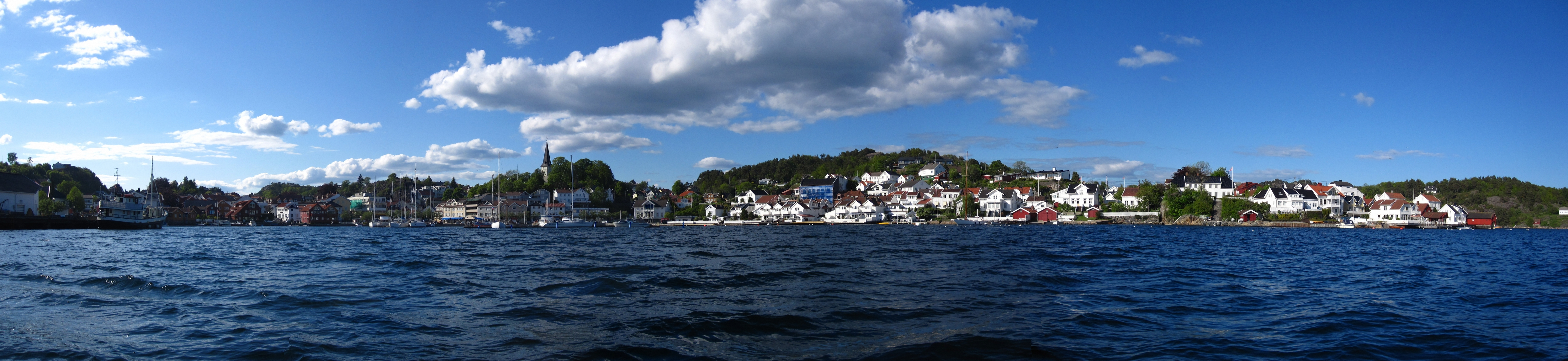
グリムスタの海より臨む

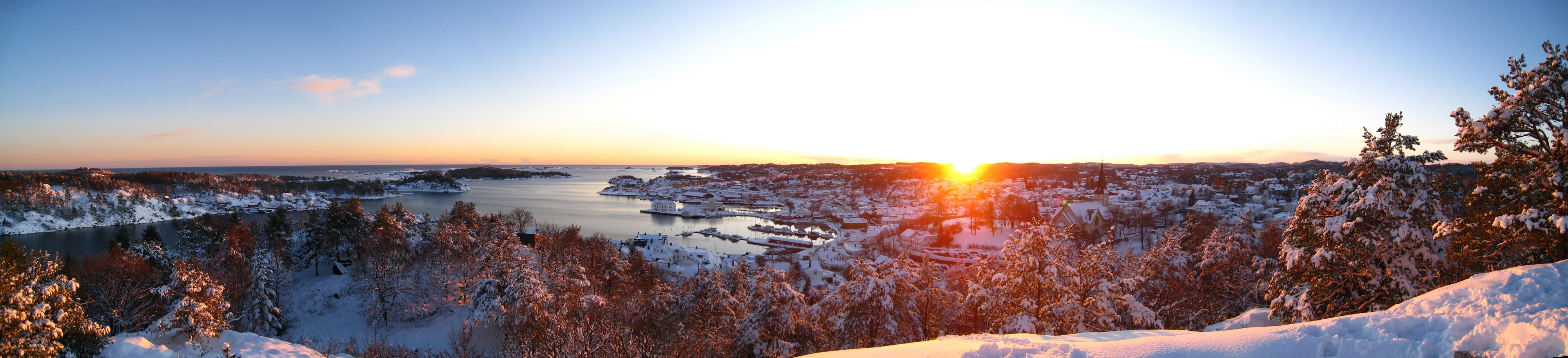
日没

### 姉妹都市
- ビルン デンマーク
- Köping スウェーデン
- Asikkala フィンランド

## 出身者
- トル・フースホフト - 元自転車プロロードレース選手

## その他
- 1997年にオリエンテーリングの世界選手権が開催されている。
- スカンジナビア航空のパイロット、シェティル・ジキュウンによって立ち上げられた酒造会社のヌグネ・エウ（英語版）が日本酒「裸島」を醸造している。
- ノーベル賞作家クヌート・ハムスンが晩年に住み、没した。